# ترانسیلوانیا (لوئیزیانا)
ترانسیلوانیا (به انگلیسی: Transylvania) یک منطقهٔ مسکونی در ایالات متحده آمریکا است که در لوئیزیانا واقع شده‌است.